# Минакши Аман
Минакши Аман е исторически индуски храм, разположен на южния бряг на река Вайгай.
Религиозния и митологиячния храм е на повече от 2500 години. Наричан е още храмът на "Божествената сватба". Според легендата, храмът е построен от наследници на изгубения континент Кумари Кандам. Храмът е бил превзет и унищожен през 1300г. от генерал Малик Кафур. Храмът е съставен от четиринайсет кули, покрити с хиляди цветни каменни фигури, изобразяващи животни, богове и демони. Посветен е на бог Шива и богиня Минакши.. Храмът заема огромна площ, простира се на 14 акра, ограден е с огромни стени. Храмът има четиринадесет извисяващи се порти (гопурами),от които четири основни. Всяка гопурама представлява многоетажна структура.
- Снимка на храма от въздуха
- Вътрешност на храма
- Панорама на залата с колони
- Изображение на цветните фигури, украсяващи храма
- Връх на една от кулите
- Шествие, носещо идола на Шива до светилището на Парвати